# Christian Poos
Christian Poos (* 5. November 1977 in Luxemburg) ist ein ehemaliger luxemburgischer Radrennfahrer.

## Sportliche Laufbahn
Seine Laufbahn als Radsportler begann Christian Poos im Verein SaF Zéisseng. Sein Verein unterhielt enge Kontakte zur Radsportschule von Cyrille Guimard in Rennes, so dass er im Alter von 19 Jahren dorthin wechseln konnte. Zugleich konnte er in Rennes sein begonnenes Studium fortsetzen. Ein Jahr später wechselte er zum VC Pontivyen und bestritt Rennen in Frankreich, insbesondere in der Bretagne.
Christian Poos gewann 1997 Lüttich–Bastogne–Lüttich Espoirs vor Karsten Kroon aus den Niederlanden und wurde daraufhin zum Sportler des Jahres in Luxemburg gewählt. Im Herbst 1999 wurde er Zweiter bei der U23-Austragung des Zeitfahrens Chrono des Herbiers. 2000 wurde er nach zwei vorangegangenen Wechseln in französische Teams Profi bei dem Schweizer Post Swiss Team. In seinem zweiten Jahr gewann er bei der Luxemburger Meisterschaft sowohl das Zeitfahren als auch das Straßenrennen. Diese Titel konnte er im folgenden Jahr verteidigen. Nach der Saison 2003 beendete Poos seine Profikarriere vorübergehend, nachdem ihn eine langwierige Beinverletzung behindert hatte. 2007 konnte er erneut den Titel des luxemburgischen Zeitfahrmeisters erringen. 2012 beendete er seine Radsportlaufbahn endgültig.

## Erfolge
1997
- Lüttich–Bastogne–Lüttich Espoirs

2001
- Luxemburger Meister – Straßenrennen, Einzelzeitfahren

2002
- Luxemburger Meister – Straßenrennen, Einzelzeitfahren

2003
- Luxemburger Meister – Einzelzeitfahren

2007
- Luxemburger Meister – Einzelzeitfahren

2011
- eine Etappe Sibiu Cycling Tour (EZF)
- Luxemburger Meister – Einzelzeitfahren
- Bergwertung bei der Luxemburg-Rundfahrt

## Teams
- 2000–2001 Post Swiss Team
- 2002 Marlux-Ville de Charleroi
- 2003 Marlux-Wincor-Nixdorf
- 2007 Continental Differdange
- 2008 Differdange-Apiflo Vacances
- 2009 Continental Differdange
- 2010 Continental Differdange
- 2011 Differdange-Magic-SportFood.de
- 2012 Differdange-Magic-SportFood.de